# Ferme Torrette
La ferme Torrette est une ferme située sur la commune de Val d'Arcomie, dans le département français du Cantal en région Auvergne-Rhône-Alpes.

## Localisation
La ferme est située dans l'ancienne commune française de Loubaresse, au sein de la Margeride, à proximité de la Truyère.

## Historique
Cet ensemble architectural remonte aux XVIIe et XVIIIe siècles et comprend une série de bâtiments caractéristiques de l'architecture de la région montagneuse de la Margeride.

## Description
Autour d'une cour s'articulent plusieurs bâtiments, comprenant une résidence principale avec ses annexes telles qu'une bergerie et un four, une ferme avec logement et grange-étable, ainsi qu'une très grande grange-étable. L'ensemble est complété par un porche de jardin, une fontaine, des abreuvoirs et des latrines. À l'intérieur de la résidence principale, on découvre des éléments décoratifs remarquables, notamment des boiseries et des dessus de porte peints illustrant des scènes champêtres. Un papier peint en grisaille représentant les Métamorphoses d'Ovide, basé sur des gravures du XVIIIe siècle, illustre de manière magnifique ce style de décoration datant de 1790-1800, précurseur des papiers peints panoramiques. 

## Protection
La ferme est inscrite au titre des monuments historiques par arrêté du 19 mai 2003.